# Who Are You (singel)
Who Are You – skomponowany przez Pete’a Townshenda w 1978 roku tytułowy utwór z płyty Who Are You.

## Certyfikaty i sprzedaż
| Kraj                  | Certyfikat    | Sprzedaż |
| --------------------- | ------------- | -------- |
| Wielka Brytania (BPI) | srebrna płyta | 200 000+ |